# Stefan Jörissen
Stefan Jörissen (* 16. Oktober 1969) ist ein ehemaliger deutscher Fußballspieler.

## Sportlicher Werdegang
Jörissen spielte in der Saison 1986/87 zuletzt für die A-Jugendmannschaft des FC Bayer 05 Uerdingen. Mit dem Krefelder Stadtteilverein erreichte er am 17. Juli 1987 das Endspiel um die Deutsche A-Junioren-Meisterschaft, aus der er im Stadion am Löschenhofweg mit dem 2:1-Sieg über Eintracht Frankfurt als Meister hervorging. Nach einer weiteren Saison für die A-Jugendmannschaft rückte er zur Saison 1988/89 in die Zweite Mannschaft auf. In der Saison 1989/90 gehörte er der seit der Saison 1983/84 in der Bundesliga vertretenden Ersten Mannschaft an; doch als 1,85 m großer Mittelfeldspieler wurde er in keinem Pflichtspiel eingesetzt.
In der Saison 1990/91 spielte er für den Zweitligisten Rot-Weiss Essen. Für den Verein im Zentrum des Ruhrgebiets bestritt er 18 Punktspiele. Im Wettbewerb um den DFB-Pokal wurde er einzig am 30. November 1990 im Achtelfinale eingesetzt; die Begegnung mit seinem ehemaligen Verein FC Bayer 05 Uerdingen wurde mit 2:4 n. V. verloren.
Seine Spielerkarriere setzte er im Zeitraum von 1991 bis 1993 in der seinerzeit drittklassigen Oberliga Nordrhein beim Rheydter SV fort.

## Erfolge
- Deutscher A-Juniorenmeister 1987